# Bounty-Nunatak
Der Bounty-Nunatak (englisch für Belohnungsnunatak) ist ein markanter, größtenteils eisfreier und 2350 m hoher Nunatak im ostantarktischen Viktorialand. Im südlichen Teil der Daniels Range der Usarp Mountains ragt er 6 km südöstlich des Mount Burnham auf.
Teilnehmer einer von 1963 bis 1964 dauernden Kampagne im Rahmen der New Zealand Geological Survey Antarctic Expedition benannten ihn so, da sie hier ihre nahezu vollständig verbrauchten Nahrungs- und Brennstoffvorräte aus einem zuvor angelegten Depot auffrischen konnten.